# ロルカセリン
ロルカセリン（lorcaserin）は、Arena Pharmaceuticals社が開発した体重低下薬である。脳の視床下部にあるセロトニン受容体の一種（5-HT2C受容体）を活性化し食欲を抑制する。発がん性の疑いのため、米国では2020年に市場から削除された。

## 効能・効果
肥満者の体重減少を目的として長期的に使用される。

## 副作用
2012年12月、米国麻薬取締局は、承認された用量を超える高用量で幻覚作用を有し精神的依存を起こす可能性があるため、米国規制物質法のSchedule IVに分類する事を提案し、2013年5月7日に分類した。
第II相臨床試験での被験者の報告から、心臓弁膜症の原因となる懸念があった。しかし、2014年10月に医師向け査読付き医学雑誌Postgraduate Medicine 誌に掲載された第III相臨床試験の結果では、弁膜症発生率は投与群2.4%、対照群2.0%と統計的に有意な差は認められず、より長期的なデータが必要であるものの、安全であると結論された。
2020年1月の米国食品医薬品局（FDA）の医薬品安全性情報では、臨床試験において癌リスクが増加する可能性が示されたことが記載された。FDAは承認時にメーカーに対し、心臓関連のリスクを評価するため無作為化二重盲検プラセボ対照臨床試験を実施するよう求めており、この試験にて発癌性も評価された。試験は5年間で約12,000人の参加者を対象に実施され、投与群は癌と診断された患者がプラセボ群より多かった。

## 作用機序
適度な選択性を持つ5-HT2C受容体作動薬であり、5-HT2Cに対して、近縁の5-HT2B受容体の100倍の選択性、5-HT2A受容体の17倍の選択性を示す。5-HT2C受容体はほぼ脳のみに存在し、脈絡叢、大脳皮質、海馬、小脳、扁桃体、視床、視床下部などに局在する。視床下部の受容体活性化はプロオピオメラノコルチン（POMC）の産生につながり、満腹感をもたらし体重減少を促すと考えられている。この仮説は、臨床試験やその他の研究によって裏付けられている。一般にこの受容体は、食欲だけでなく気分や内分泌も調節すると考えられているが、正確な食欲調節機構は未だ不明である。
| 受容体 | EC50 [nM] | Ki[nM] |
| ------ | --------- | ------ |
| 5-HT2C | 39        | 13     |
| 5-HT2B | 2380      | 147    |
| 5-HT2A | 553       | 92     |

## 臨床開発と承認
2009年12月22日、米国食品医薬品局（FDA）に対して新薬承認申請が行われた。2010年9月16日、FDAの諮問委員会は有効性と安全性の両面において、特にラットにおける腫瘍の発見を理由に懸念があるとし、9対5で承認に反対した。2010年10月23日、FDAは、現時点のデータから発癌性が否定できないことに加え体重減少効果が僅かであると判断し、非承認を決定した。
2012年5月10日、アリーナ社が提出した新たな試験の結果から、FDAの委員会は一定の制限（ボディマス指数 (BMI) 27以上（過体重）で高血圧や2型糖尿病などの合併症を持つ、またはBMI30以上（肥満）の患者）と患者モニタリングの下での推奨を採決し。2012年6月27日に承認した。
安全性と有効性は、2型糖尿病とそうでない患者双方を含む、肥満症および過体重の患者約8,000人を対象として52-104週間の治療を行う3つの無作為化プラセボ対照試験で評価された。参加者全員が、低カロリー食と運動療法からなる生活習慣改善指導を受けた。最長1年間の投与で、プラセボと比べ平均3-3.7%の体重減少が認められた。
非2型糖尿病患者では投与群の約47%とプラセボ群の約23%、2型糖尿病患者では投与群の約38%とプラセボ群の約16%で5%以上の体重減少を示した。また、2型糖尿病患者においては血糖コントロールの良好な変化が見られた。承認された添付文書では、12週間の投与で体重が5%減少しなかった場合は治療を継続しても臨床的に意味のある体重減少が得られない可能性が高いため、投与中止が推奨されている。
製造業者は、心筋梗塞や脳卒中などの主要有害心疾患イベントのリスクに対する効果を評価するための長期心血管アウトカム試験を含む6つの市販後臨床試験の実施を求められていた。
2016年7月15日、米国において徐放性製剤の使用が承認された。
2020年2月、FDAは製造元であるエーザイに対し、安全性に関する臨床試験での癌の発生増加を理由に米国市場からの自主的撤退を要請し、エーザイはこれを受け入れた。

## 参考資料
1. ↑  “Lorcaserin Use During Pregnancy”. Drugs.com (2019年11月4日). 2020年1月14日閲覧。
2. 1 2  “FDA requests the withdrawal of the weight-loss drug Belviq, Belviq XR (lorcaserin) from the market”. U.S. Food and Drug Administration (FDA) (2020年1月14日). 2020年4月1日閲覧。
3. 1 2 3 4 5  “Belviq (lorcaserin hydrochloride) tablet [Eisai, Inc]”. DailyMed.   Eisai, Inc (2012年8月). 2013年10月21日時点のオリジナルよりアーカイブ。2013年10月21日閲覧。
4. 1 2 3 4 5  "FDA approves Belviq to treat some overweight or obese adults". U.S. Food and Drug Administration (FDA) (Press release). 27 June 2012. 2012年9月1日時点のオリジナルよりアーカイブ。2020年1月14日閲覧。  この記述には、アメリカ合衆国内でパブリックドメインとなっている記述を含む。
5. ↑  “Belviq”.   Trademarkia (2011年6月23日). 2012年6月30日時点のオリジナルよりアーカイブ。2012年6月27日閲覧。
6. ↑  “Lorcaserin Hcl for the treatment of obesity”. Expert Opinion on Pharmacotherapy 16 (16):  2531–8. (2015). doi:10.1517/14656566.2015.1096345. PMID 26472579.
7. ↑  “Belviq, Belviq XR (lorcaserin) by Eisai: Drug Safety Communication - FDA Requests Withdrawal of Weight-Loss Drug”. U.S. Food and Drug Administration (FDA) (2020年2月13日). 2020年2月18日閲覧。
8. ↑  “Management of obesity”. Lancet 387 (10031):  1947–56. (May 2016). doi:10.1016/S0140-6736(16)00271-3. PMID 26868660.
9. 1 2  Wilson, Megan R. (2012年12月19日). “Reg Watch”. The Hill.  オリジナルの2013年3月20日時点におけるアーカイブ。
10. ↑  “Schedules of Controlled Substances: Placement of Lorcaserin into Schedule IV” (2012年12月19日). 2021年6月14日閲覧。
11. ↑  “Department Of Justice Drug Enforcement Administration 21 CFR Part 1308, Placement of Lorcaserin into Schedule IV” (2013年5月8日). 2021年6月14日閲覧。
12. ↑  “Safety and tolerability of new-generation anti-obesity medications: a narrative review”. Postgraduate Medicine 130 (2):  173–182. (March 2018). doi:10.1080/00325481.2018.1435129. PMC 6261426. PMID 29388462.
13. ↑  “Safety and tolerability review of lorcaserin in clinical trials”. Clinical Obesity 6 (5):  285–95. (October 2016). doi:10.1111/cob.12159. PMID 27627785.
14. ↑  “Safety clinical trial shows possible increased risk of cancer with weight-loss medicine Belviq, Belviq XR (lorcaserin)”. U.S. Food and Drug Administration (FDA) (2020年1月14日). 2020年1月14日閲覧。  この記述には、アメリカ合衆国内でパブリックドメインとなっている記述を含む。
15. ↑  “Lorcaserin, a novel selective human 5-hydroxytryptamine2C agonist: in vitro and in vivo pharmacological characterization”. The Journal of Pharmacology and Experimental Therapeutics 325 (2):  577–87. (May 2008). doi:10.1124/jpet.107.133348. PMID 18252809.
16. ↑  Zhu Q, et al. Novel Synthesis of Antiobesity Drug Lorcaserin Hydrochloride. Org. Process Res. Dev. 2015, 19(9): 1263–1267. doi:10.1021/acs.oprd.5b00144
17. ↑  US patent 6953787, Brian Smith, Jeffrey Smith, "5HT2c receptor modulators", published 2003-10-04, issued 2005-11-10
18. ↑  US patent 7704993, Brian Smith, Charles A. Gilson, III, Jeffrey Schultz, Jeffrey Smith, "Benzazepine derivatives and methods of prophylaxis or treatment of 5ht2c receptor associated diseases", published 2004-16-06, issued 2010-27-04
19. ↑  US patent 8207158, Brian Smith, Jeffrey Smith, "5HT2c receptor modulators", published 2011-27-05, issued 2012-26-06
20. ↑  “Discovery and structure-activity relationship of (1R)-8-chloro-2,3,4,5-tetrahydro-1-methyl-1H-3-benzazepine (Lorcaserin), a selective serotonin 5-HT2C receptor agonist for the treatment of obesity”. Journal of Medicinal Chemistry 51 (2):  305–13. (January 2008). doi:10.1021/jm0709034. PMID 18095642.
21. ↑  “Discovery and SAR of new benzazepines as potent and selective 5-HT(2C) receptor agonists for the treatment of obesity”. Bioorganic & Medicinal Chemistry Letters 15 (5):  1467–70. (March 2005). doi:10.1016/j.bmcl.2004.12.080. PMID 15713408.
22. ↑  Spreitzer, Helmut (13 September 2010). “Lorcaserin” (ドイツ語). Österreichische Apothekerzeitung 64 (19):  1083.
23. ↑  “Serotonin 5-HT2C receptors as a target for the treatment of depressive and anxious states: focus on novel therapeutic strategies”. Therapie 60 (5):  441–60. (2005). doi:10.2515/therapie:2005065. PMID 16433010.
24. ↑  “Lorcaserin New Drug Application”.   Drugs.com (2009年12月22日). 2016年3月3日時点のオリジナルよりアーカイブ。2021年6月14日閲覧。
25. ↑  Pollack, Andrew (2010年9月16日). “F.D.A. Panel Rejects Diet Pill”. The New York Times.  オリジナルの2011年7月17日時点におけるアーカイブ。
26. ↑  Pollack, Andrew (2010年9月16日). “F.D.A. Panel Urges Denial of Diet Drug”. The New York Times.  オリジナルの2017年8月22日時点におけるアーカイブ。
27. ↑  “FDA Issues Complete Response Letter for Lorcaserin New Drug Application”. (2010年10月23日).  オリジナルの2010年10月24日時点におけるアーカイブ。
28. ↑  “New Diet Drug Lorcaserin Wins Vote From FDA Panel”.   webmd (2012年5月10日). 2012年5月12日時点のオリジナルよりアーカイブ。2021年6月14日閲覧。
29. ↑  “Drug Approval Package: Belviq (lorcaserin hydrochloride) Tablets NDA #022529”. U.S. Food and Drug Administration (FDA) (2012年8月7日). 2020年1月14日閲覧。
30. ↑  “Belviq XR (lorcaserin hydrochloride) extended-release tablets”. U.S. Food and Drug Administration (FDA) (2016年10月26日). 2020年1月14日閲覧。
31. ↑  “FDA In Brief: FDA Requests Voluntary Withdrawal of Weight-Loss Medication After Clinical Trial Shows an Increased Occurrence of Cancer”. FDA. (2020年2月13日)